# Daniela
Daniela – żeński odpowiednik imienia Daniel.
Daniela imieniny obchodzi:
- 4 września, na pamiątkę bł. Marii Danieli od Jezusa i Marii (Eleonory Anieli Jóźwik), siostry sakramentki, wspominanej razem z bł. Marią Stellą i towarzyszkami,
- 6 listopada, na pamiątkę bł. Danieli od św. Barnaby (Vicenty Achurry Gogenola), C.M., jednej z 498 błogosławionych męczenników hiszpańskich,

lub razem z Danielem.
Znane osoby noszące imię Daniela:
- Daniela Bianchi – włoska aktorka
- Daniela Chrapkiewicz – polska polityk, posłanka na Sejm V i VI kadencji
- Danielle Collins – amerykańska tenisistka
- Daniela Gromska – polska historyk filozofii i filolog klasyczny
- Daniela Hantuchová – słowacka tenisistka
- Daniela Jaworska – polska lekkoatletka
- Danielle Lappage (ur. 1990) – kanadyjska zapaśniczka walcząca w stylu wolnym
- Daniela Lehárová – czeska tłumaczka literatury polskiej
- Daniela Luján – meksykańska aktorka
- Danielle Mitterrand – francuska b. pierwsza dama
- Daniela Olkiewicz – harcmistrzyni ZHP
- Daniela Schadt – niemiecka pierwsza dama w latach 2012–2017
- Danielle Steel – amerykańska pisarka
- Daniela Walkowiak – polska kajakarka

Postaci fikcyjne:
- Danielle Rousseau